# 西交利物浦大学
西交利物浦大学（英語：Xi'an Jiaotong-Liverpool University），简称西浦（XJTLU），是一所成立于2006年的中外合作大学，其前身为2004年9月西安交通大学与利物浦大学签订协议合作成立的西交利物浦（国际）大学，后在2006年经中华人民共和国教育部批准，正式成为拥有独立法人地位的西交利物浦大学，西交利物浦大学于2012年经中国教育部获准同意实施利物浦大学的硕士学位和博士学位教育。
西交利物浦大学位于江苏省苏州市工业园区独墅湖科教创新区，分为南校区与北校区两个校区。截至2023年，学校现有21000余国内外注册学生，近1000名教研人员；开设48个本科专业、44个硕士专业和16个博士研究方向，涵盖理学、工学、管理学、经济学、建筑、城市规划与设计、人文社科、影视等。
在教学方面，西交利物浦大学大部分课程采用英文授课；本科毕业生可同时获得西交利物浦大学和利物浦大学的本科学位证书，以及西交利物浦大学本科毕业证书；研究生可获得中国教育部认可的利物浦大学学位。

## 学校历史
- 2006年5月，中华人民共和国教育部为西交利物浦大学颁发办学许可，当月29日，大学正式成立。
- 2007年1月，宋永华教授出任大学常务副校长、执行校长。
- 2008年8月，席酉民教授出任大学执行校长以及利物浦大学副校长。
- 2008年9月，大学与美国劳瑞德教育集团签订战略联盟协议。
- 2009年9月，大学首次参与申请国家自然科学基金，获批6项基金立项[4]。
- 2010年8月，大学首届本科生毕业，大多学生赴海外深造[5]。9月，西交利物浦大学招收第五届本科学生1700余人，其中50余名为国际学生。10月西交利物浦大学获准授予利物浦大学研究生学位[6]。
- 2024年，西浦新增七个硕士专业，聚焦人工智能与前沿科技领域，培养高端应用型人才，举办战略生态构建推进大会，西浦产学研政社融合生态“2+2+1”战略在会上发布，十二项战略合作仪式见证产业生态构建的积极成果，西安交通大学及利物浦大学代表团先后来到西交利物浦大学进行调研及年度访问，西浦执行校长席酉民教授强调，2024年是利物浦大学和西安交通大学签署合作协议成立西交利物浦大学的20周年，将重点加强三校间的合作[6]。

## 校园环境

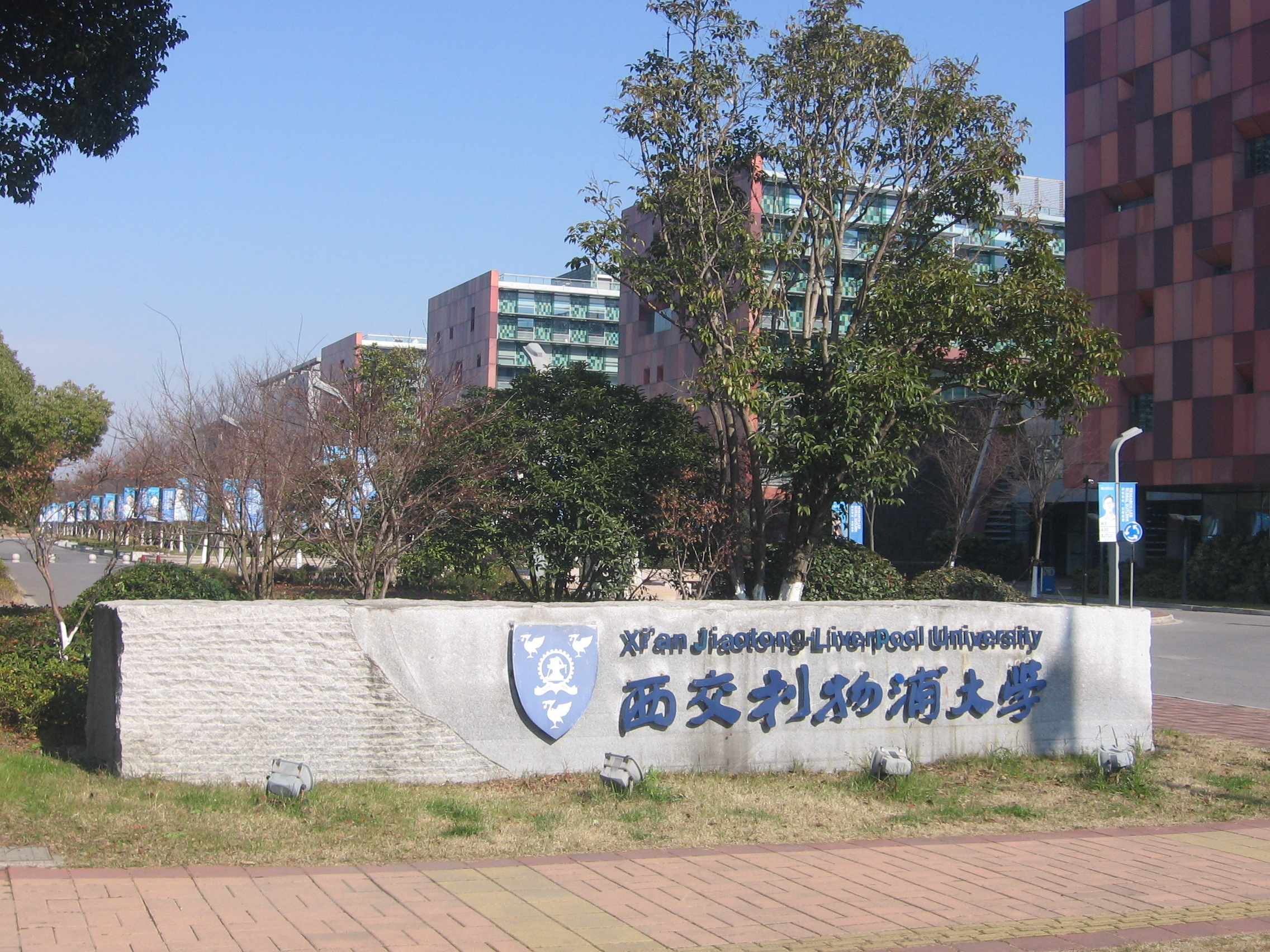
校门口

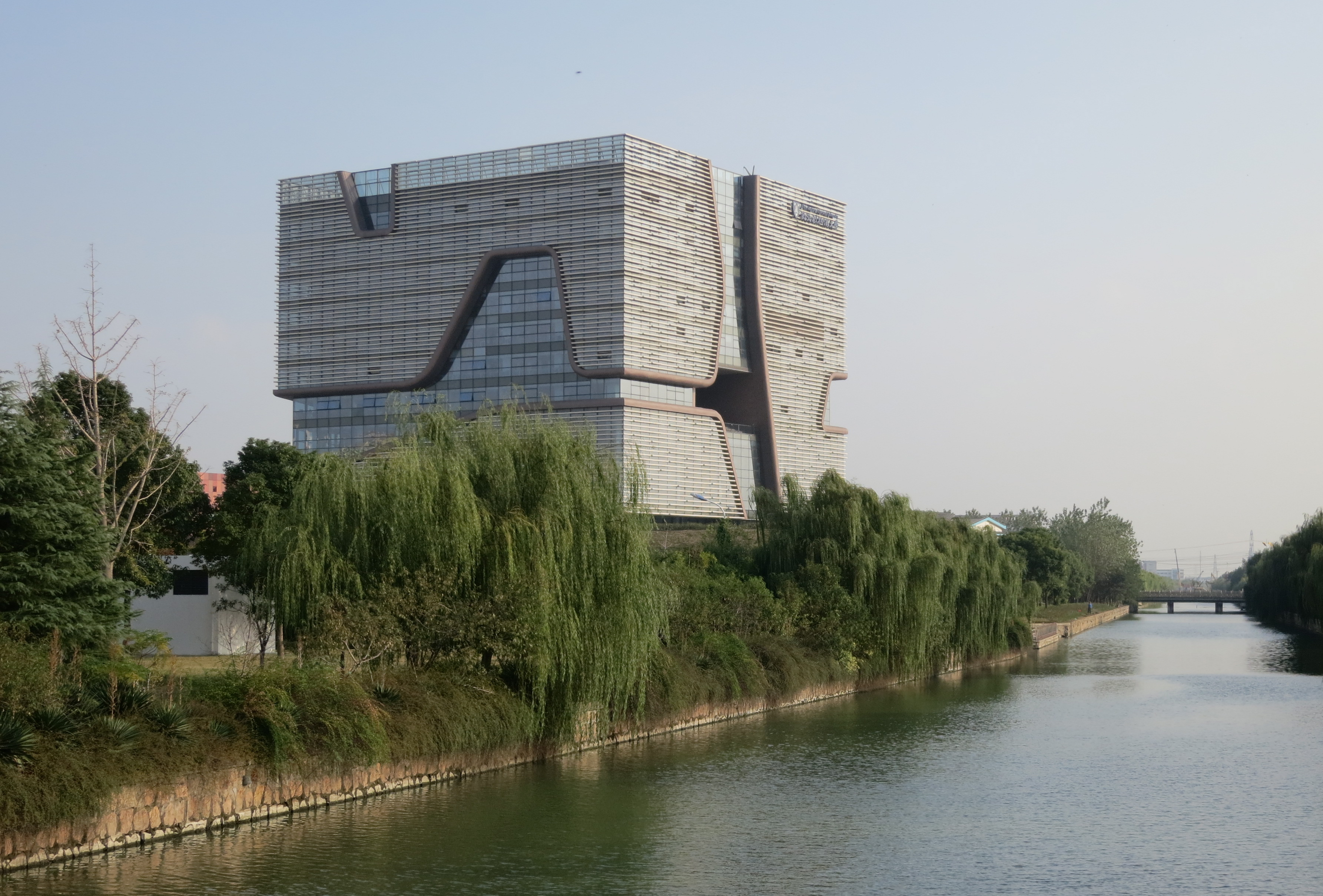
西交利物浦大学 中心楼（CB）设计: 凱達環球

西交利物浦大学位于苏州独墅湖高等教育区内，校园可分为两部分：一是高教区共享的设施和空间，包括公共图书馆、体育馆、影剧院、生活商业广场、学生公寓等；二是大学专属校园，包括教学、实验、专业（英文）图书馆、办公及学生活动区域，分为北校区、南一校区、南二校区。
西交利物浦大学的校园规划和理科楼群由全球十大建筑设计公司之一的美国帕金斯威尔（PERKENS&WILL）建筑设计事务所设计完成、其中心楼由全球第四大建筑事务所——英国凱達環球（Aedas）设计完成，南校区的规划方案由国际BDP建筑事务所设计完成

### 北校区
北校区作为学校今后的行政中心和目前正在使用的部分，主要包括四幢主要建筑——基础部大楼、中心楼、理学院大楼、工学院和经管学院大楼。
- 基础楼（简称 FB）：，建筑面积为32,000㎡，是大学最早（2006年5月）投入使用的建筑。大楼共6层，为大一基础课教学主要地点。
- 中心楼（简称 CB）：建筑面积5.6万平方米，于2009年12月开始建设。由凱達環球国际建筑设计事务所设计完成，融合中英文化与建筑传统，将成为学校标志性建筑。大楼设计理念源于中国古典园林不可或缺的“太湖石”，其天然自若的形态代表着中国传统文化对自然的理解与诠释。大楼外观如太湖石切片般的分割、组合，象征着知识碎片的独立于整合；大楼内部的错综复杂的空洞既满足了公众的审美需要，又解决了建筑的采光、通风、交通问题，审美与功能完美结合。大楼以其独特的设计理念和高水平的建筑技术荣获2009年太区商业地产建筑奖。建成后大楼将容纳大学学习（图书）信息中心、行政中心、培训中心及学生活动中心。
- 理科楼（简称 SA, SB, SC, SD）：建筑面积45,100平方米，于2010年5月年投入教学使用。主要用于理学院教学以及科研活动，配备大量实验设备，并作为大二大三专业课教学主要地点。大楼由美国帕金斯威尔建筑设计事务所（Perkins & Will）于设计。大楼水景瀑布与空中庭园交相辉映，以大地作为低温热源，并回收雨水为水景瀑布与空中庭园提供水源。校园的辅助景观设计融合了西方现代、时尚、简约的风格与中国传统园林山水植物的意境。

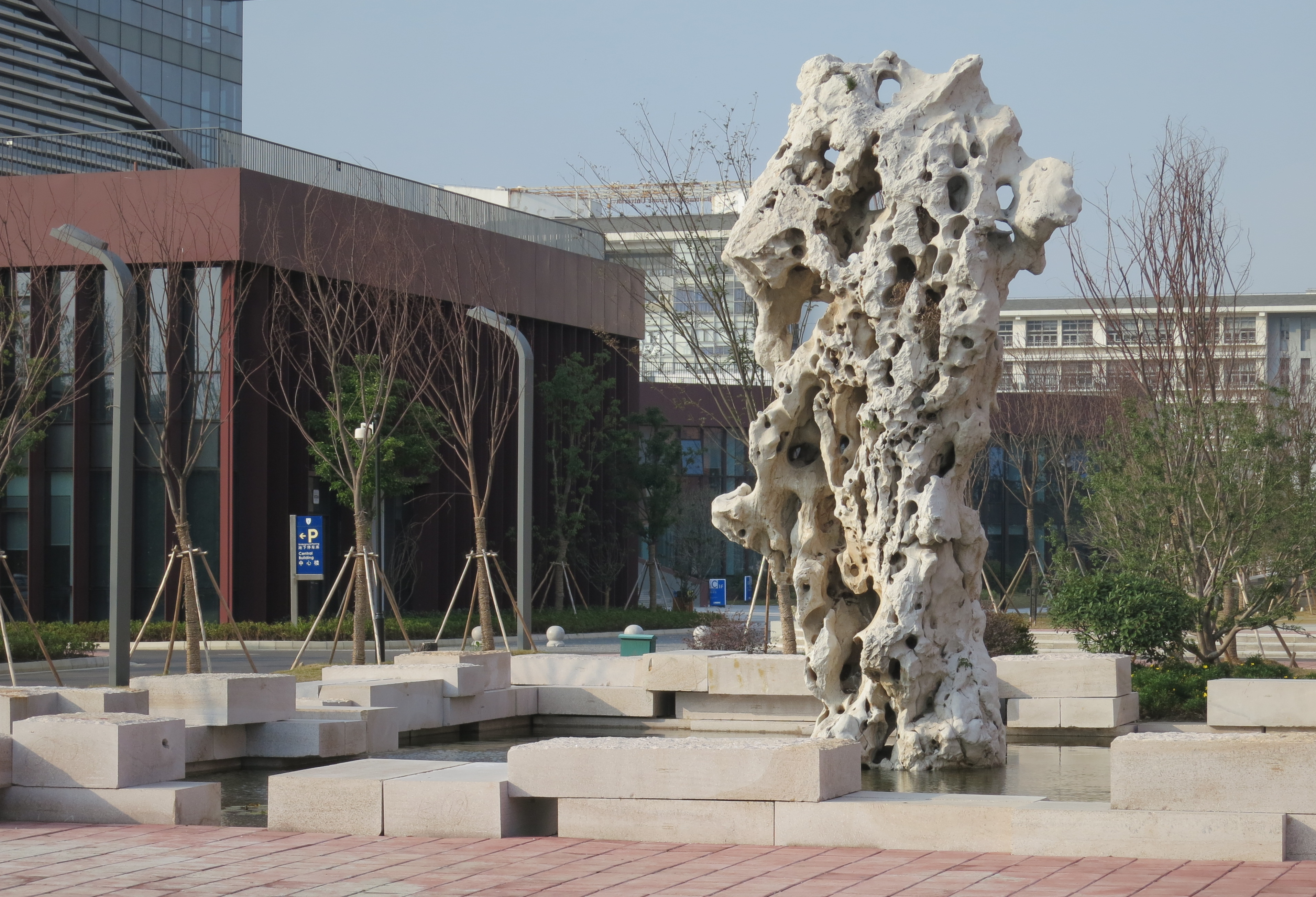
北校区校门口

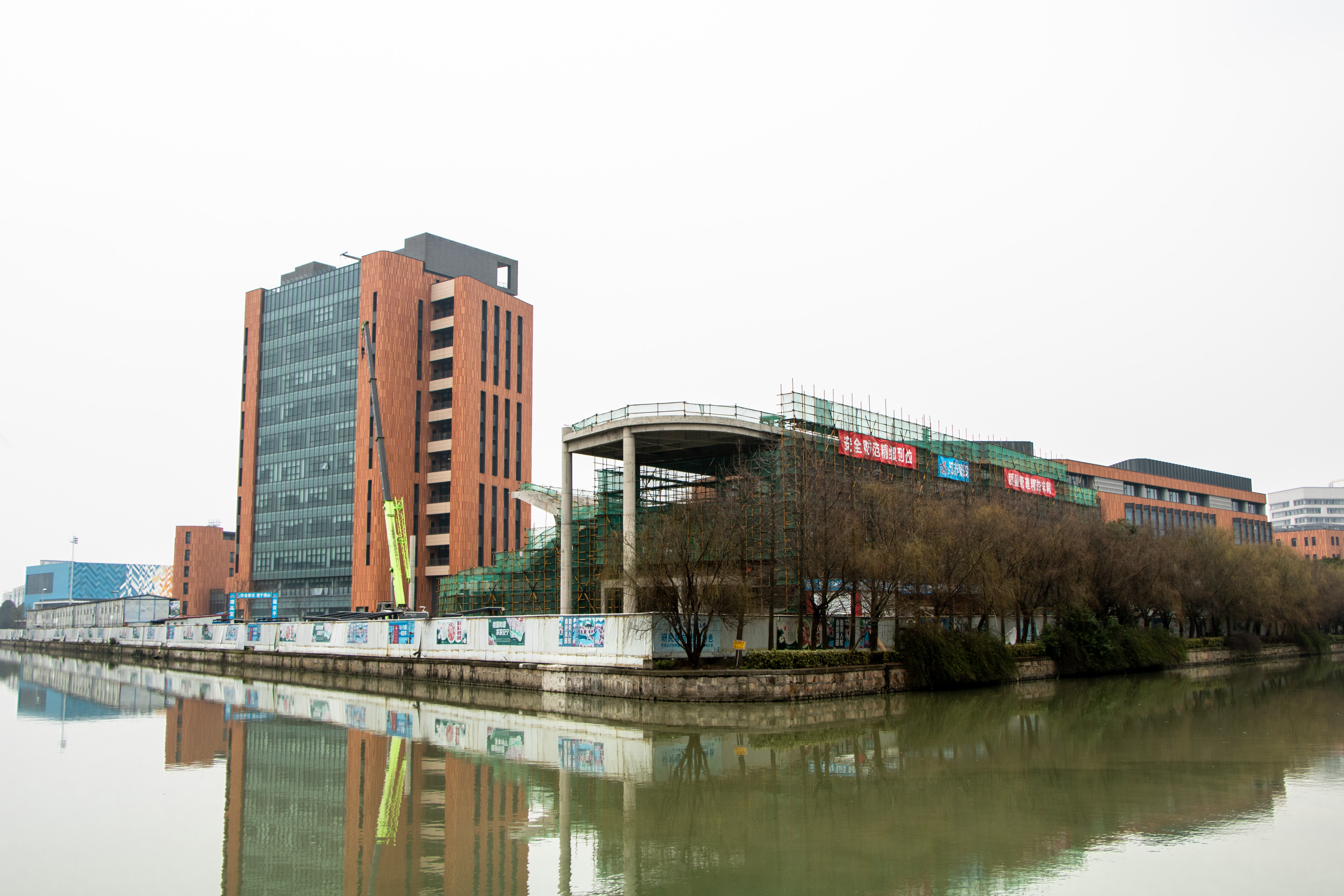
南校区

- 公共楼（简称 PB）
- 环境科学楼（简称 EB）
- 机械电子楼 （简称 EE）
- 数学楼（简称 MA, MB）

### 南校区
西交利物浦大学南校区总占地面积115,600平方米，能满足约6,000名学生的学习需求以及大学的学术交流和科研发展需求，分三期进行建设，共规划以下八幢楼宇：
- 一期

国际学术交流中心 (IA)、人文和社科楼 (HS)、新兴科学楼 (ES)、设计楼 (DB)、国际科研中心 (IR)
- 二期

西浦国际商学院 (BS)
- 三期

体育馆、影视艺术学院
南校区一期已于2016年7月26日西浦十周年校庆仪式上正式启用，二期于2017年底竣工，三期于2018年底竣工。

### 太仓校区
2018年8月2日，“西浦创业家学院（太仓校区）”启动暨合作企业签约仪式在西交利物浦大学举行，首批将设立六个行业学院、对应六个本科专业。占地约500亩，周边配套区占地约1000亩，校区规划设计工作也在有序推进，预计2022年交付，建成后可容纳6200多人。

## 领导

### 历任领导
- 波恩（J. D. Bone）教授：原西交利物浦大学副董事长、原英国利物浦大学校长
- 方大庆教授：原西交利物浦大学常务副校长、原英国利物浦大学副校长
- 宋永华教授：原西交利物浦大学执行校长、原英国利物浦大学副校长、英国皇家工程院院士
- 吴洪才教授：原西交利物浦大学副校长
- 傑諾米·西蒙·史密斯（Jeremy Simon Smith）教授：原西交利物浦大学副校长
- 苏大卫（David Sadler）教授：原西交利物浦大学副校长、原英国利物浦大学副校长
- 王建华教授：原西交利物浦大学董事长、原西安交通大学党委书记
- 纽浩华（Howard Newby）教授：原西交利物浦大学副董事长、原英国利物浦大学校长
- 贺安峻（André Brown）教授：原西交利物浦大学副校长、原英国利物浦大学副校长
- 高柏睿（Barry Godfrey）教授：原西交利物浦大学副校长
- 王树国教授：原西交利物浦大学董事长、现任西安交通大学校长
- 杨民助教授：原西交利物浦大学副校长、党委书记
- 古德曼（David Goodman）教授：原西交利物浦大学副校长

### 现任领导
- 大学董事长：宋晓平教授，现任西安交通大学理学院材料物理系教授；曾任西安交通大学副校长
- 大学副董事长：简奈特·比尔女爵（Janet Beer），现任利物浦大学校长
- 大学校长：陶文铨教授，中国科学院院士
- 大学执行校长：席酉民教授，现任利物浦大学副校长、西安交通大学管理学教授；曾任西安交通大学党委常委、副校长(1998年6月 - 2009年1月)
- 大学副校长：钞秋玲教授
- 大学副校长：Chris Harris教授
- 大学副校长：丁忆民博士

## 院系与教学中心
大学目前共设有14个院系（包含35个本科专业），涵盖多个专业领域，开展大学生和研究生的教育与研究工作。
- 建筑系（Department of Architecture）：建筑学专业
- 生物科学系（Department of Biological Sciences）：专业方向為生物信息学、生物化学、遗传学、微生物和分子生物学
- 化学系（Department of Chemistry）：应用化学专业
- 中國研究系（Department of China Studies）：专业方向为当代中国研究、国际汉语教学
- 土木工程系（Department of Civil Engineering）：专业方向為土木工程、土木结构工程、土木与环境工程
- 计算机科学与软件工程系（Department of Computer Science & Software Engineering）：信息与计算科学专业（含人工智能、网络计算及软件开发三个专业方向）、计算机科学与技术专业（计算机结构与系统方向）。
- 英语与文化传播系（Department of English, Culture & Communication）：专业方向為金融英语、国际商务英语、传媒英语
- 电子与电气工程系（Department of Electrical & Electronic Engineering）：通信工程专业（含光通信及无线通信两个专业方向）、电子科学与技术专业（微电子学方向）、电气工程及其自动化专业。
- 环境科学系（Department of Environmental Science）：环境科学专业
- 工业设计系（Department of Industrial Design）：工业设计专业
- 数学科学系（Department of Mathematical Sciences）：专业为金融数学和应用数学
- 公共健康系（Department of Public Health）：公共健康专业
- 城市规划与设计系（Department of Urban Planning and Design）：专业方向為城市规划、环境（规划）工程
- 西浦国际商学院（International Business School Suzhou at XJTLU），原商务、经济与管理系（Department of Business, Economics & Management）：专业方向為信息管理与信息系统专业（电子金融方向）、会计学、经济学、市场营销、工商管理、人力资源管理

大学另设4个教学中心，为各个专业系所提供相关专业的学分课程与教学支持：
- 学术提升中心（Academic Enhancement Centre, AEC）
- 中国文化教学中心（Chinese Culture Teaching Centre, CCTC）
- 语言中心（Language Centre, LC）
- 体育教育中心（Physical Education Centre, PEC）

## 愿景与使命

### 大学愿景
- 研究导向、独具特色、世界认可的中国大学和中国土地上的国际大学。

### 大学使命
- 培养具有国际视野和竞争力的高级技术和管理人才；
- 积极为经济和社会发展提供科技和管理服务；
- 在人类面临严重生存挑战的领域有特色地开展研究；
- 探索高等教育新模式，影响中国甚至世界的教育发展。

## 研究
西交利物浦大学与苏州工业园区合作成立了研究中心，当地政府每年资助西交利物浦大学1000万元研究经费以支持研究和开发。

## 学校荣誉
2011年12月，西交利物浦大学在第四届中国教育年会上获得中国最具影响力的中外高等教育机构称号。
自2011年学校建筑系成立以来，学生们曾在CTBUH高层建筑学生设计竞赛中获三等奖、在台湾的IDEERS地震安全设计大赛中四次获奖，在国家建筑教育研讨会上两次获奖，每年都会被授予中国建筑学院最佳设计工作室奖。

## 学生与老师

### 国际学生
2016年，该大学约有500名国际学生。
为了鼓励利物浦大学的学生来西交利物浦大学校园学习，西交利物浦大学允许利物浦大学学习中国研究学位课程的本科学生来西交利物浦大学学习一年。

## 知名校友
- James Drummond Bone（英语：James Drummond Bone） - 西交利物浦大学董事会教授兼副主席
- Janet Beer - 西交利物浦大学董事会教授兼副主席
- Sarah Dixon - 苏州国际商学院教授，前任院长
- 大卫·古德曼（英语：David S. G. Goodman） - 西交利物浦大学中国研究系前任主任、教授，学术事务副总裁
- 霍华德·纽比 - 西交利物浦大学教授兼董事会副主席
- 大卫·萨德勒（英语：David Sadler (geographer)） - 西交利物浦大学前副校长
- 席酉民 - 西交利物浦大学教授兼执行总裁